# 曲橋川

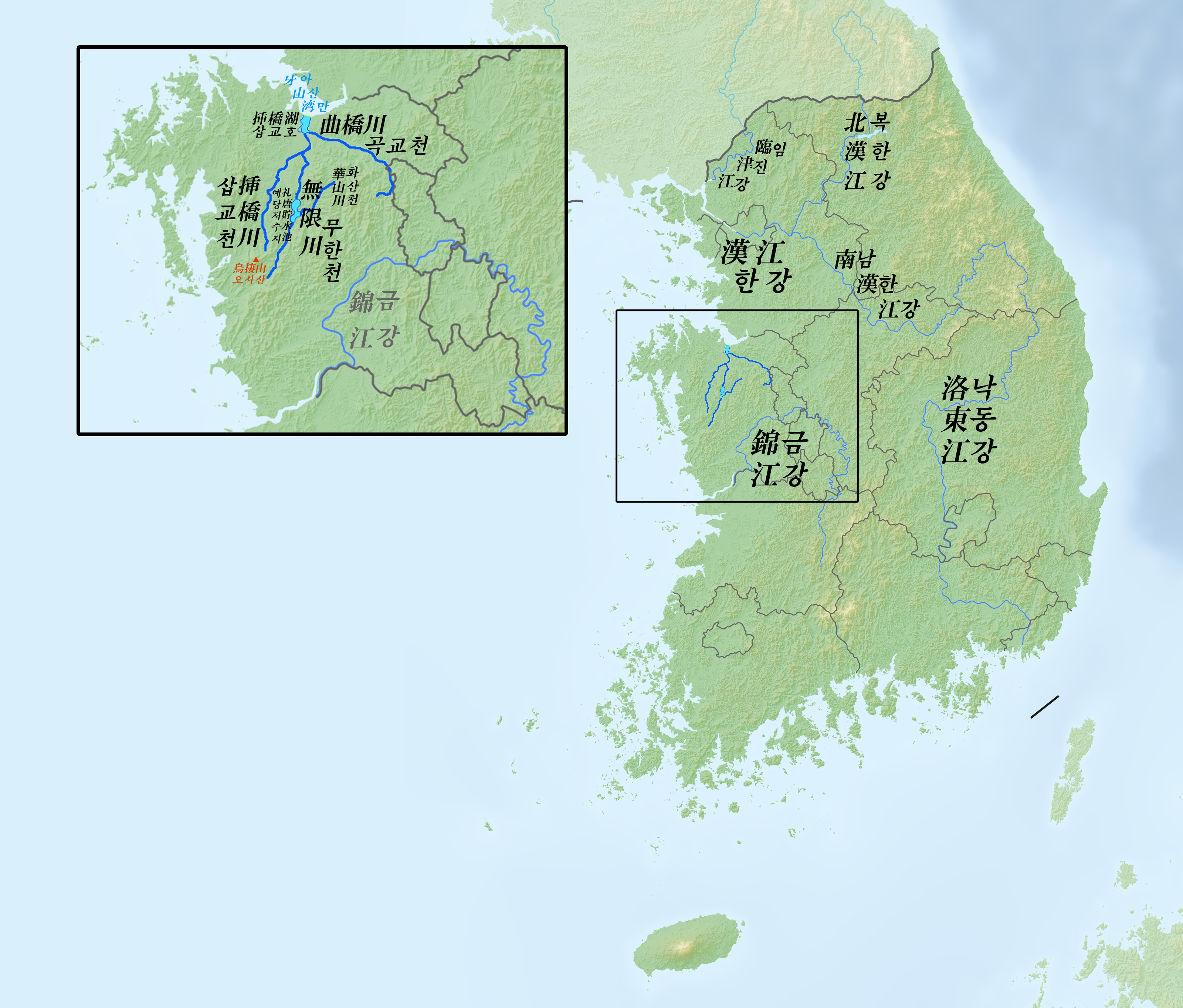
韓国三大河川（漢江・洛東江・錦江）と挿橋川水系の比較地図。
挿橋川の水系図中、曲橋川・無限川の2本は国家河川、華山川は地方河川。

曲橋川（きょくきょうせん、朝鮮語: 곡교천; コクキョチョン／コッキョチョン）は、車嶺に端を発して牙山湾付近で挿橋川と合流する韓国の河川である。長さ（流路延長）は84.6km、流域面積は1,007.03km2。

## 概要
曲橋川は、忠清南道天安市東南区広徳面院徳里にある車嶺（190m）北側に端を発し、まもなく同広徳面院徳里内で地方1級河川に切り替わり、牙山市温陽洞で温陽川と出会って、国家河川に再び切り替わる。牙山湾に流れ込む河口付近である牙山市仁州面大音里で挿橋川と合流する。

## 詳細

### 河川の等級について
曲橋川は、挿橋川に流入する挿橋川水系の第1支流で、おおよその区間は国家河川だが、一部区間が地方1級河川と地方2級河川で構成されている。天安地域に相当する区間は地方1級河川と地方2級河川に指定されている。曲橋川の地方1級河川区間は、大統領令第16535号に依拠して広徳面杏亭里から牙山市の国家河川終点まで指定され、地方2級河川区間は忠清南道告示（1964年1月20日）に依拠して広徳面院徳里から杏亭里の終点まで指定された。

### 流路について
曲橋川は、忠清南道天安市東南区広徳面院徳里にある車嶺（190m）一帯に端を発し、同市東南区広徳面大平里・杏亭里を通り、世宗特別自治市の全義面柳川里と小井面雲堂里・小井里・大谷里を通り、再び天安市に入って東南区豊歳面佳松里斗南里・竜井里・三台里、牙山市の排芳邑・塩峙邑・温陽洞・新昌面・仙掌面・湯井面などを経由して、牙山市仁州面大音里で挿橋川に流れ込む。
豊歳川・竜川・天安川・梅谷川・竜頭川・温陽川などの支流が所々で流れ込む。

## 名前の由来
昔、牙山市塩峙邑一帯の河川に木で架けた曲がっている橋があって、河川の前の村を曲がった橋（고분 다리; コブンタリ）と呼び、漢字で曲橋里（곡교리; コッキョリ）と呼ぶと同時に、村の前の河川を曲がった橋川（고분 다리천; コブンタリチョン）、または曲橋川と呼ばれたという。『1872年地方地図』に曲橋と曲橋店（곡교점; コッキョジョム）が現われ、『大東輿地図』にも曲橋が現われているが、河川の名称は弥勒川（미륵천; ミルクチョン）と表示されている。

### 別名
曲橋川は、一部の区間では違った名前で呼ぶが、豊歳面では漢川（한천; ハンチョン）・漢ネ（한내; ハンネ）または蓬江川（봉강천; ポンガンチョン）と呼び、牙山市排芳邑から、ヨモギ川尻（쑥개; スッケ）・蓬湖（봉호; ポンホ）・蓬江（봉강; ポンガン）または蓬江川と呼ぶ。
上流では今でも曲がった橋川と呼ばれており、牙山市塩峙邑曲橋里に至って曲橋川と呼ばれる。曲橋川または曲がった橋川という名称は、川の曲流が甚だしいとの意味だとも、薪（섭나무; ソムナム）で橋を作った時、橋の重力を支えるためにアーチ形に上に曲げるように作った橋との意味だともいう。

## 観光名所など
流域一帯には李忠武公遺跡地である李忠武公遺墟（史跡第155号）と李忠武公墓所（史跡第112号）、温陽民俗博物館・豊歳磨崖仏・温陽衙門などの観光名所がある。また牙山市内の曲橋川の河川敷は開発が盛んで、曲橋川市民体育公園や曲橋川銀杏並木道などがある。特に後者は観光名所として有名である。

## 活用
曲橋川は、挿橋川・無限川と共に、礼唐平野に水を供給する。